# Спасів Скит
Спа́сів Скит (до 2024 року — Першотравневе) — залізничний пасажирський зупинний пункт Харківської дирекції Південної залізниці на електрифікованій лінії Мерефа — Лозова між станціями Бірки (7 км) та Шурине (3 км). Розташований в селі Велетень Чугуївського району Харківської області.

## Історія
Восени 1888 року з Севастополя до Москви прямував поїзд, в якому знаходився імператор Олександра ІІІ. 17 жовтня 1888 року пасажирський поїзд з 17 вагонів з пасажирами та родиною російського імператора в цей час тягнули два найбільш потужних тягача від товарного поїзда в порівнянні з пасажирськими тягачами. Розвинувши занадто високу швидкість, в одному з поворотів поблизу селища Бірки через виниклу качку поїзд зійшов з рейок. В результаті аварії загинуло 21 та постраждало 35 осіб. Проте, імператор разом з його родиною в катастрофі поїзда не постраждали, дивом залишившись живим. Існує легенда про те, що нібито Олександр ІІІ володів величезною фізичною силою, що зміг утримати падаючу на сім'ю дах вагона і тим самим врятуватися. Проте насправді імператорську родину врятувало те, що у вагона-ресторану під час аварії зрушили стіни, що не дозволило даху впасти на них.

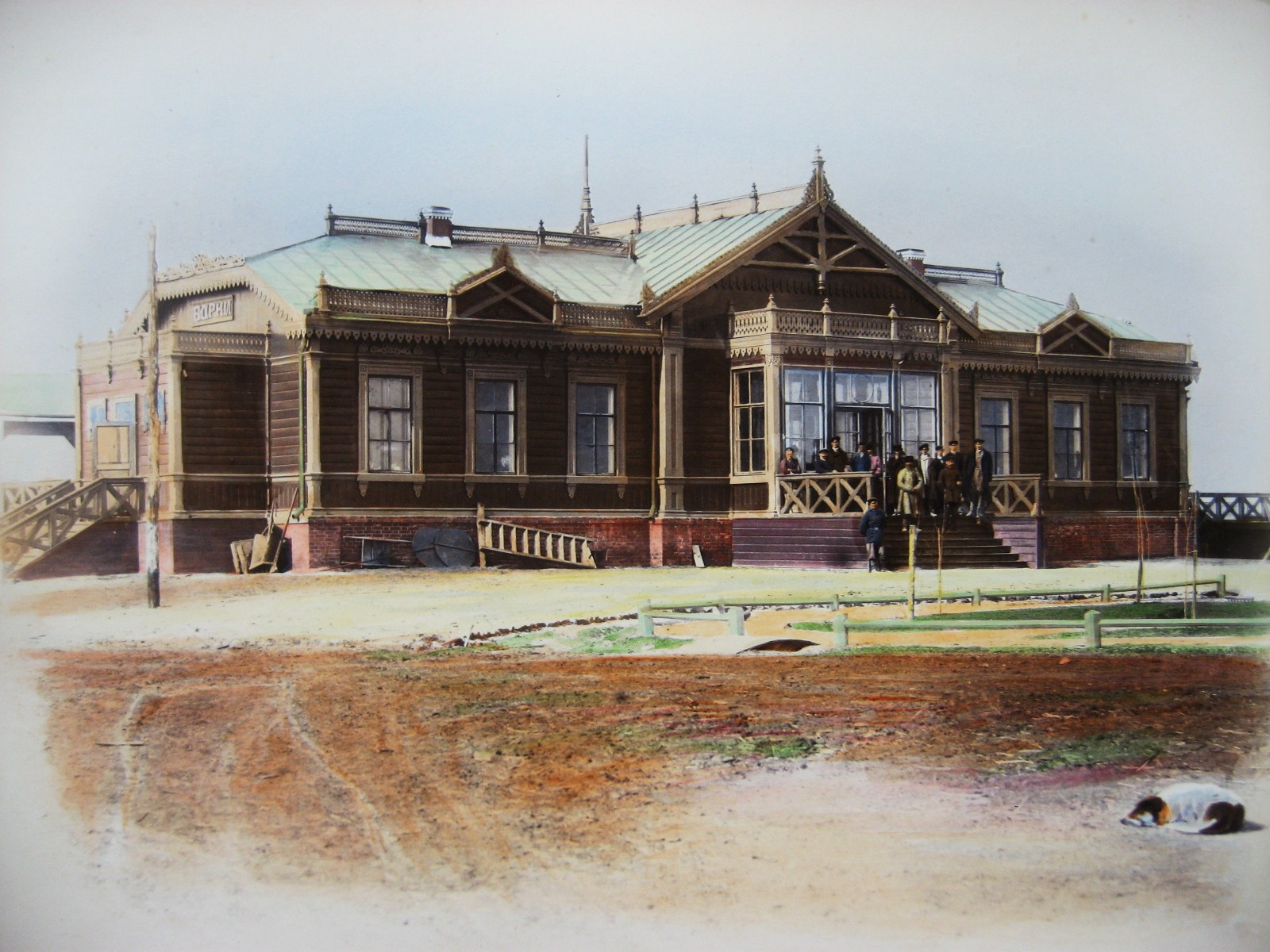
Станція Бірки (1885—1888)
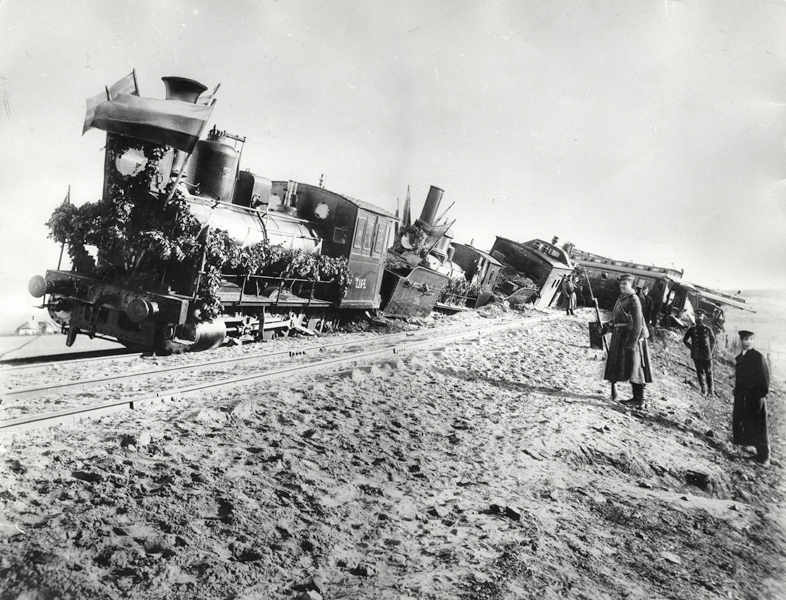
Катастрофа потягу з царською сім'єю (1888)
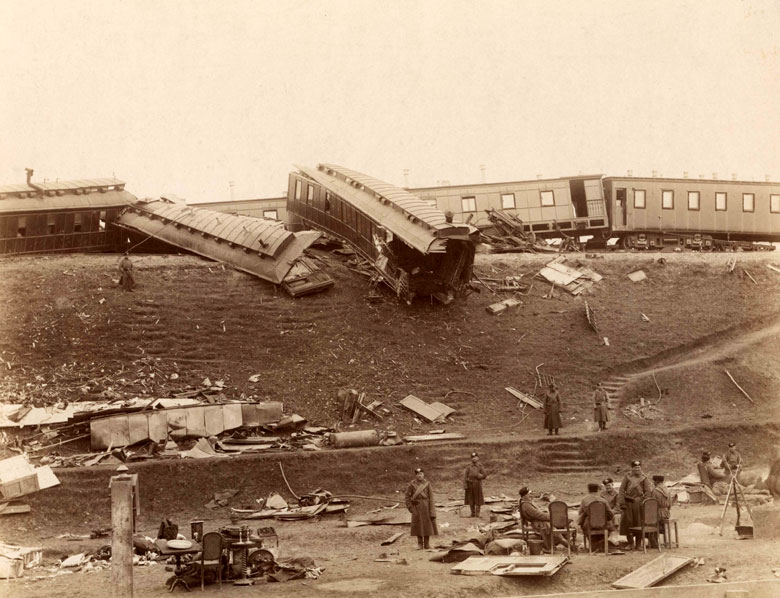
Світлина з місця трагедії (1888)

На честь чудесного порятунку Олександра ІІІ і його родини було вирішено розпочати будівництво меморіалу. Впродовж 1891—1894 років було зведено безліч споруд, у тому числі і храми. Роберт Марфельд був розробником комплексу архітектурних споруд. Комплекс містив цегляну будівлю богадільні і гранітний обеліск із зображенням участі імператора в порятунку людей. Замість дерев'яної була збудована цегляна каплиця Нерукотворного Спаса, якраз в місці де опинився вагон-ресторан після краху. Каплиця мала чотиригранну вежу з хрестом, а частина її приміщення знаходилася в залізничній печері-насипі.
Перлиною комплексу була православна церква Христа Спасителя. Це було грандіозне своїм розмахом будова тих часів, спроектована у візантійсько-руському стилі XVII століття. Однокупольний храм вміщував близько 700 осіб, а алтар був звернений у бік залізниці, на схід. Фасад каплиці Нерукотворного Спаса, а також храму Христа Спасителя прикрашали мозаїчні кахлі, які були зроблені А. Фроловим у майстернях імператорської Академії Мистецтв, на той час як зовнішнє покриття було оброблено сусальним золотом.

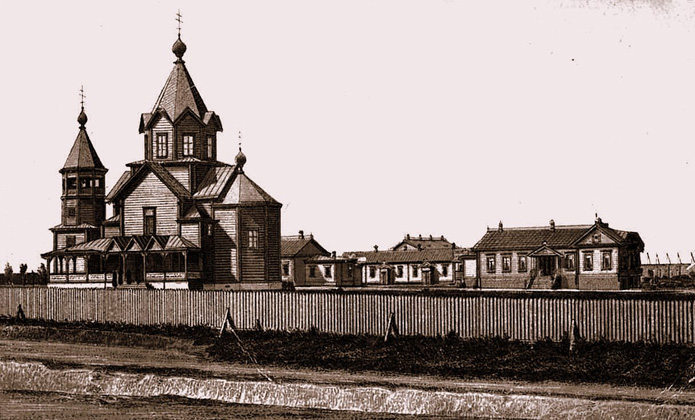
Перший храм на місці залізничної катастрофи (до 1894)
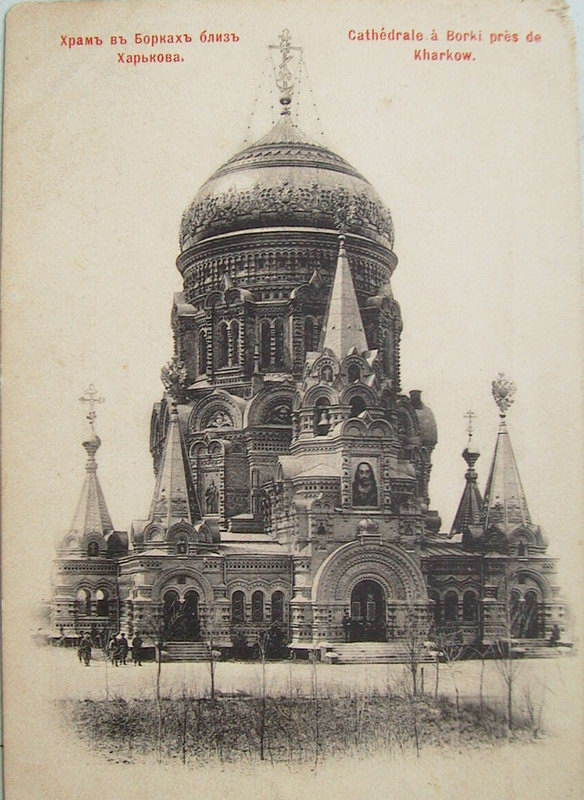
Другий Храм Христа Спасителя у Бірках наприкінці 1890-х років

Спочатку роботами з комплексом займалася Святогірська обітель, але згодом Спасів Скит був переданий до Міністерства шляхів і сполучень. Незабаром були побудовані церковно-приходська школа і бібліотека, відкриті лікарня та будинок похилого віку для залізничників.
Під час Другої світової війни храм був підірваний і повністю зруйнований, на той час як каплиця була сильно пошкоджена. З тих часів каплиця тривалий час використовувалася як складське приміщення. Починаючи з 1992 року небайдужі мешканці взялися за реконструкцію каплиці. Пізніше до цьому процесу також приєдналася Південна Залізниця, і об'єднаними зусиллями влітку 2003 року була повністю відновлена каплиця, а зупинний пункт отримав історичну назву — Спасів Скит.

Місце катастрофи імператорського поїзда
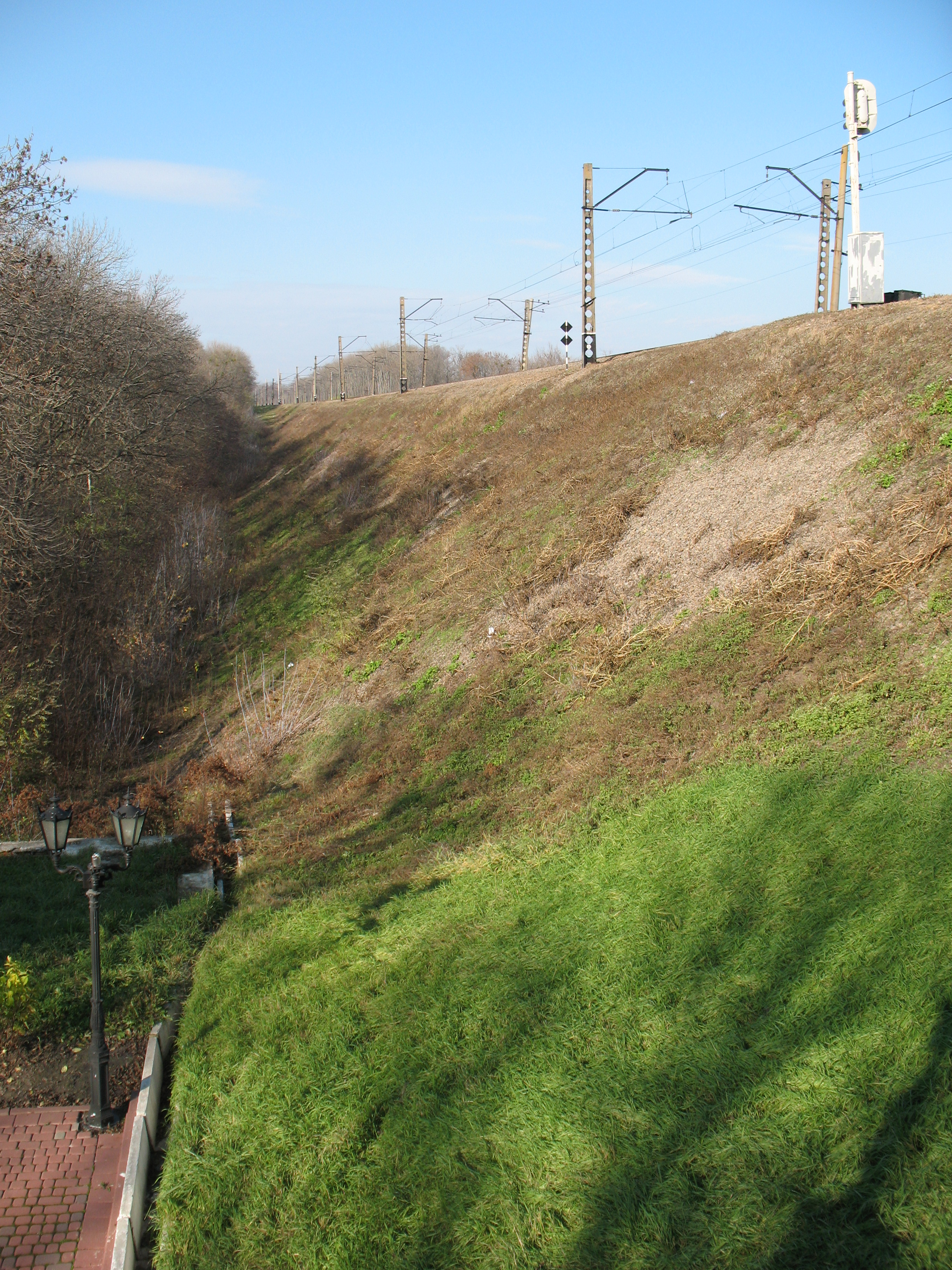
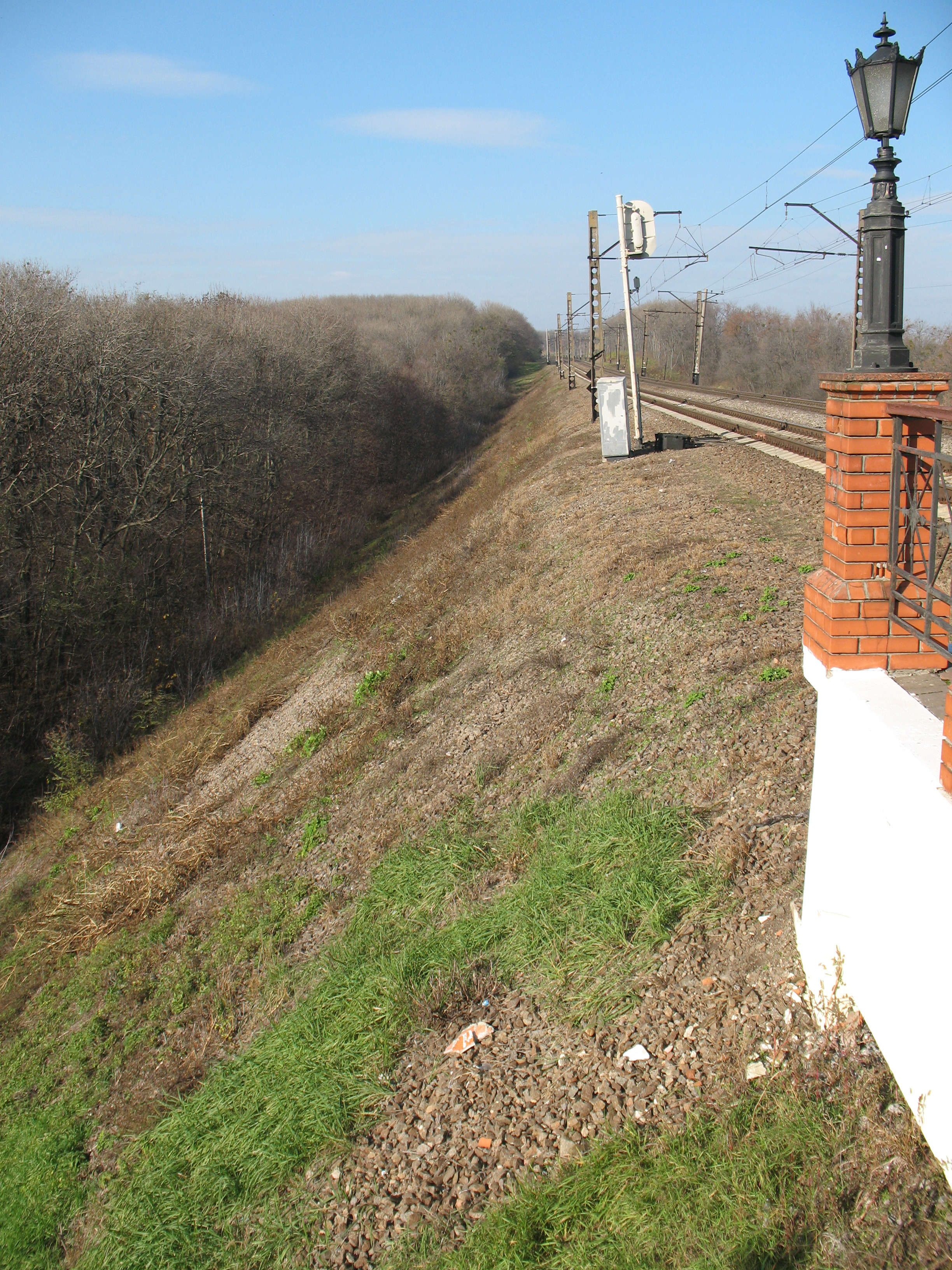

У 2024 році платформа Першотравневе перейменована на Спасів Скит.

## Пасажирське сполучення
На платформі Спасів Скит зупиняються приміські електропоїзди Харківського та Лозівського напрямків.